# Adventief (plant)
Adventieve planten (ook wel pothoofdplanten) in een bepaald gebied zijn onbestendige of efemere planten (efemerofyten) en onopzettelijk ingevoerde, ingeburgerde planten (xenofyten). Het gaat om soorten die zich niet of nog niet duidelijk hebben gevestigd.

## Onderverdeling

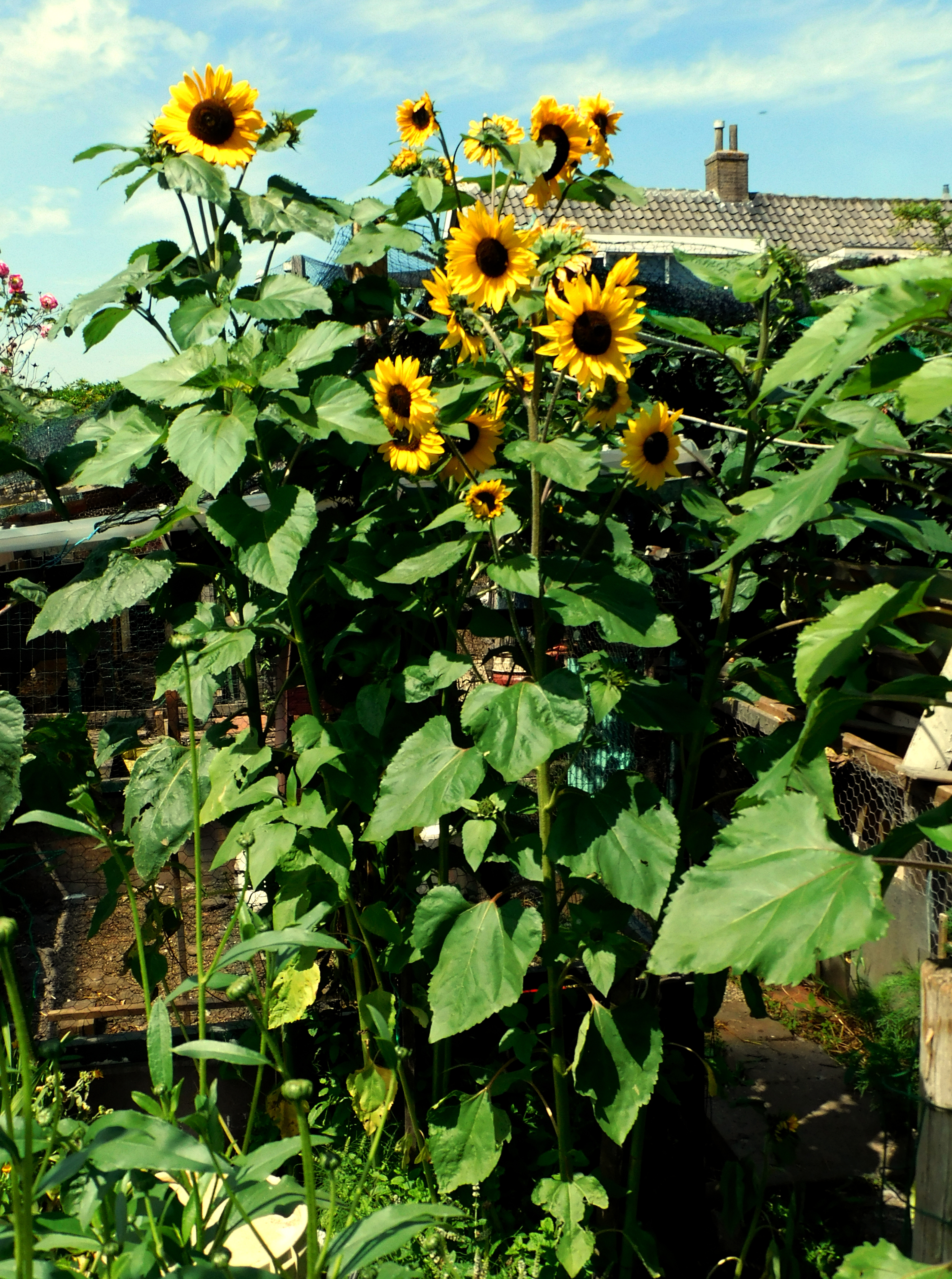
Zonnebloem
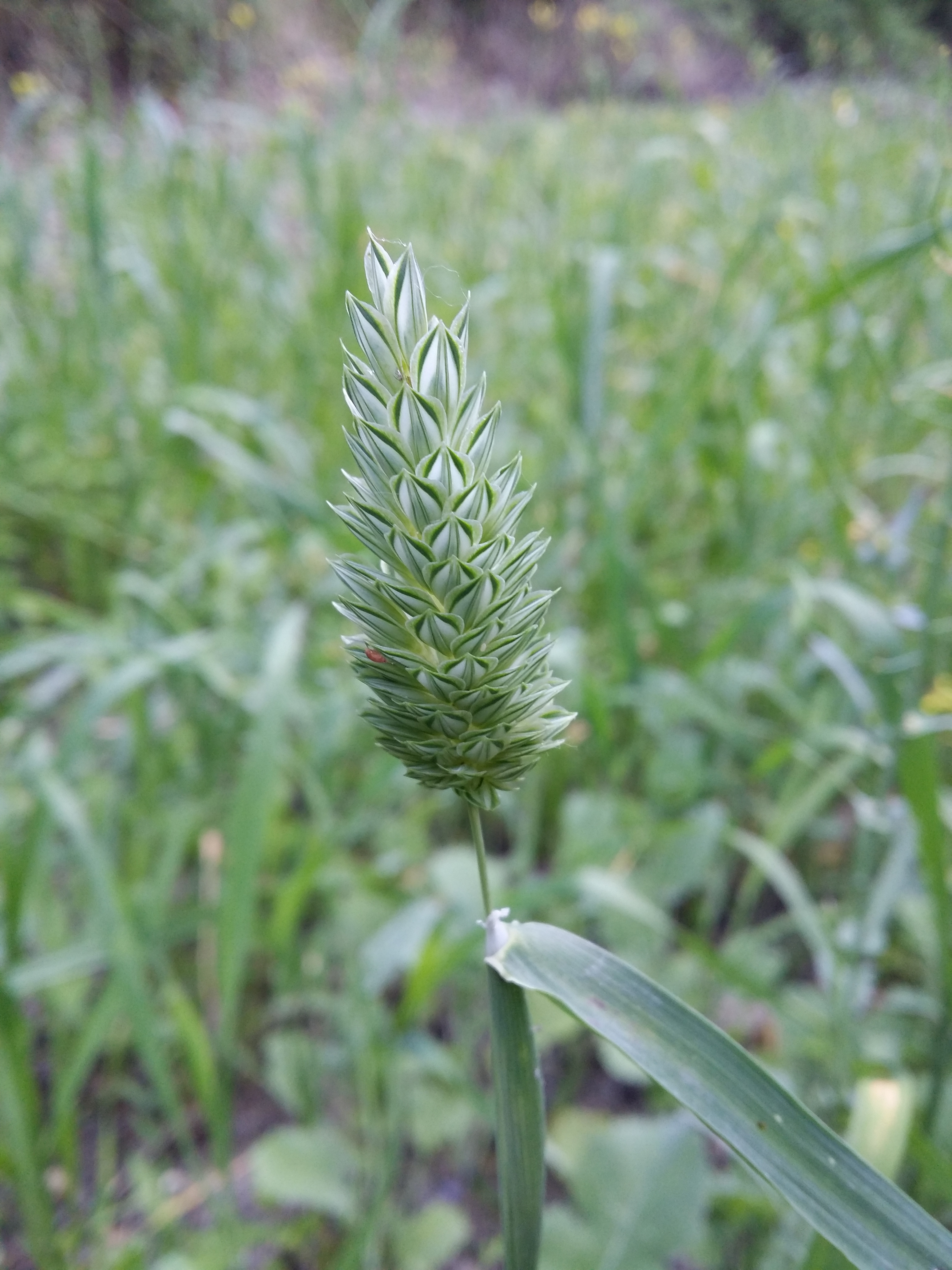
Kanariezaad
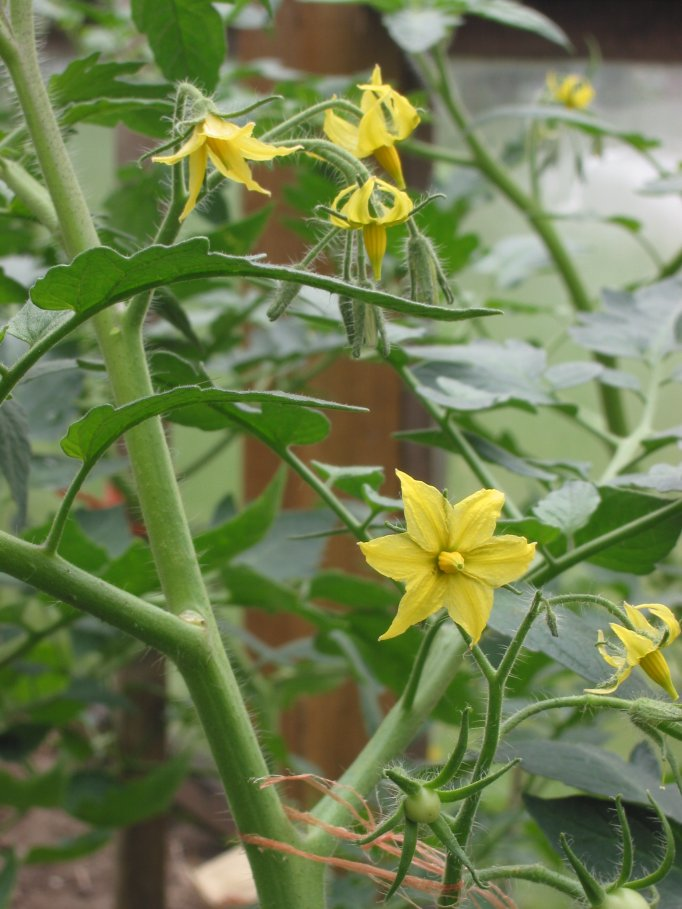
Tomaat
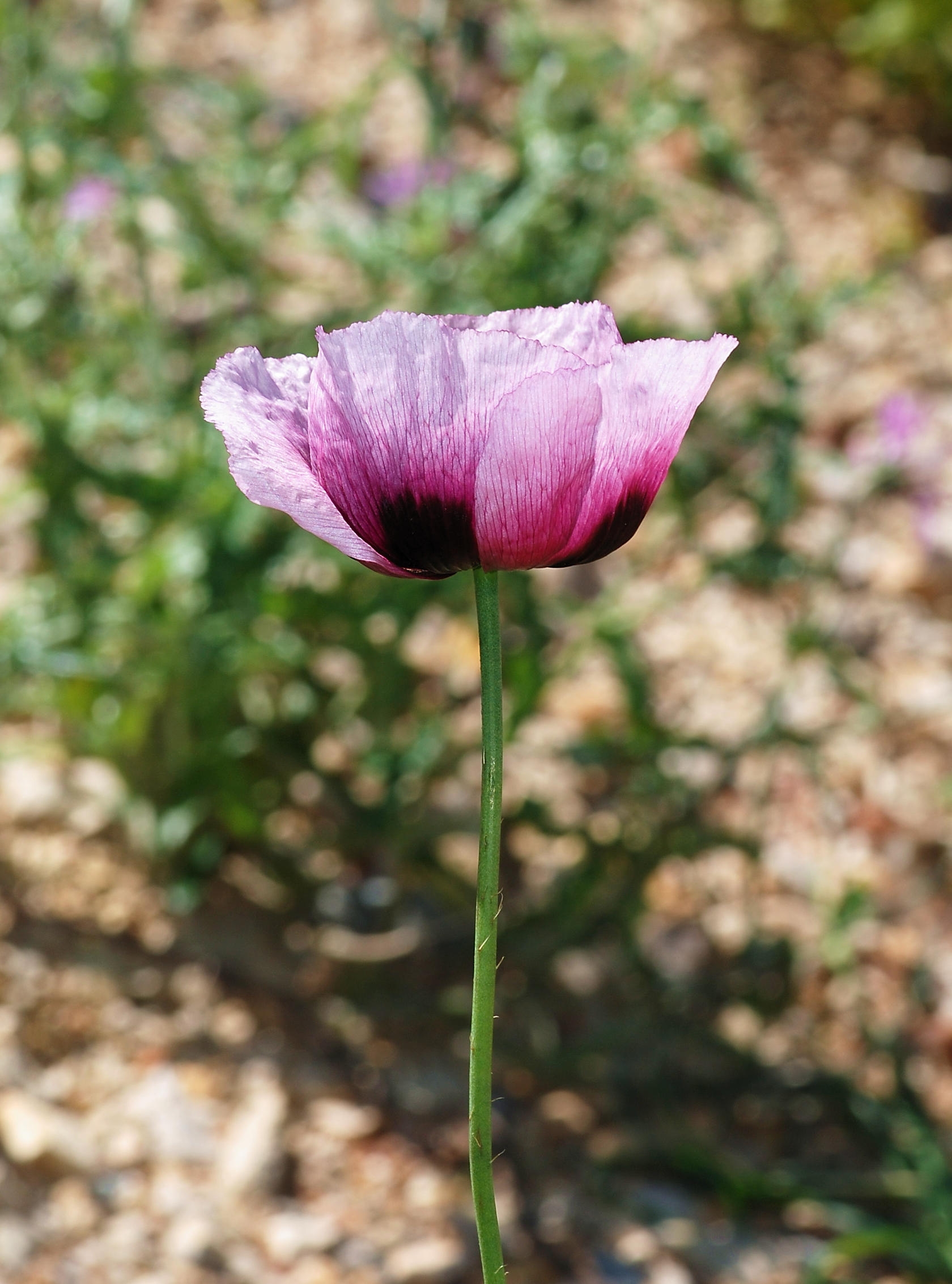
Slaapbol

Bij de adventieve planten kunnen op grond van de wijze en het moment van vestiging xenofyten en efemerofyten worden onderscheiden.
De xenofyten omvatten de onopzettelijk ingevoerde, ingeburgerde planten. Voorbeelden zijn: bolderik (Agrostemma githago), wilde haver (Avena fatua), gewone duivenkervel (Fumaria officinalis), grote ereprijs (Veronica persica).
Tot de efemerofyten of efemere planten behoren de planten die meestal als zaad meegelift zijn met het transport van goederen of dieren. Deze planten houden meestal hoogstens een generatie stand op de plek waar ze zijn aangekomen. Vaak komen ze voor bij havens, opslagplaatsen en langs spoorwegen. Het zijn planten die in het wild voorkomen, maar weer verdwijnen doordat ze zich op eigen kracht zonder hulp van de mens niet kunnen handhaven, en geen vaste plaats in de vegetatie hebben, bijvoorbeeld niet-winterharde planten. Voorbeelden daarvan zijn: zonnebloem (Helianthus annuus), slaapbol (Papaver somniferum), kanariezaad (Phalaris canariensis), tomaat (Solanum lycopersicum) en woladventieven of pothoofdplanten.

Voorbeelden van adventieve planten
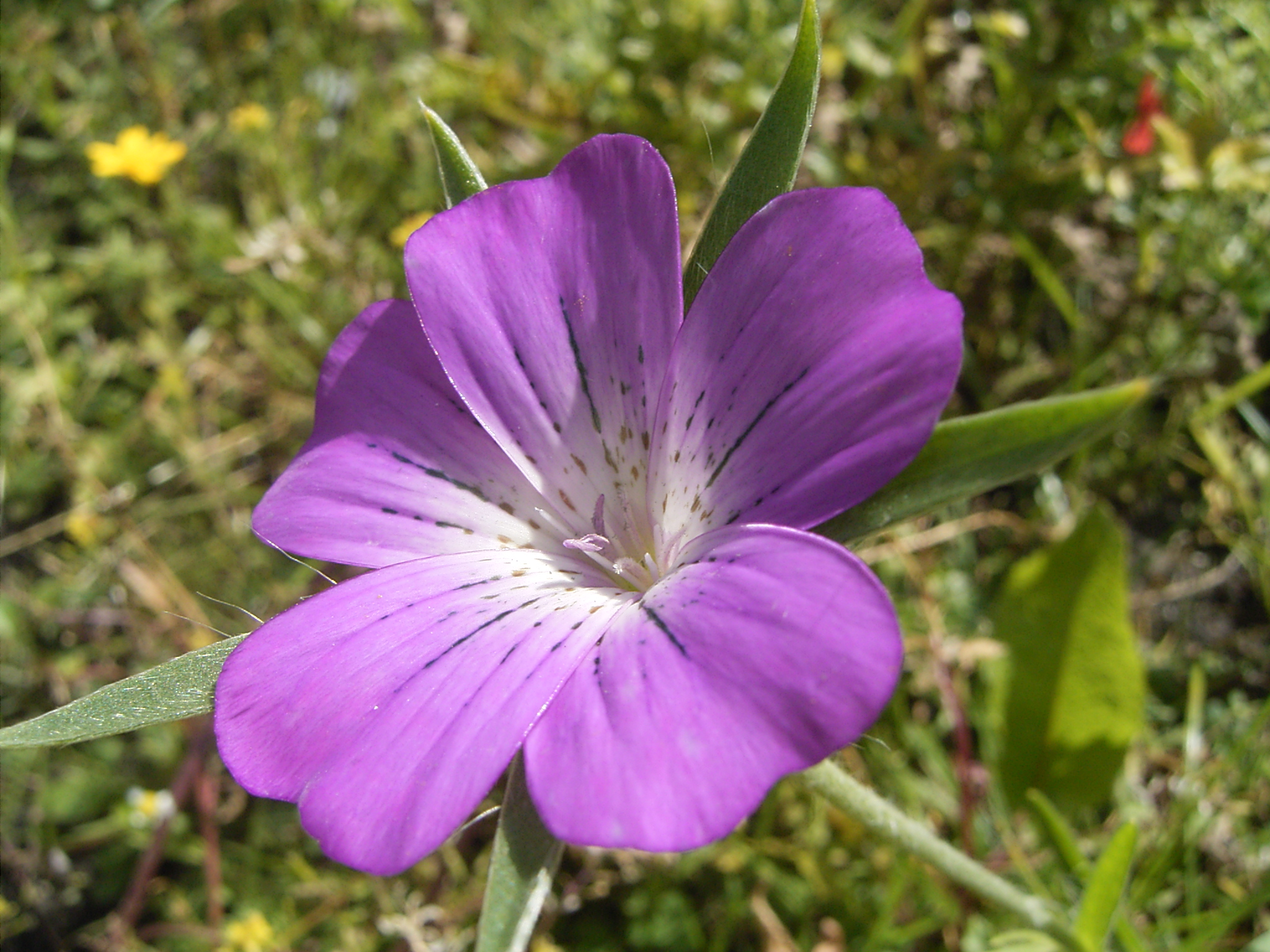
Bolderik
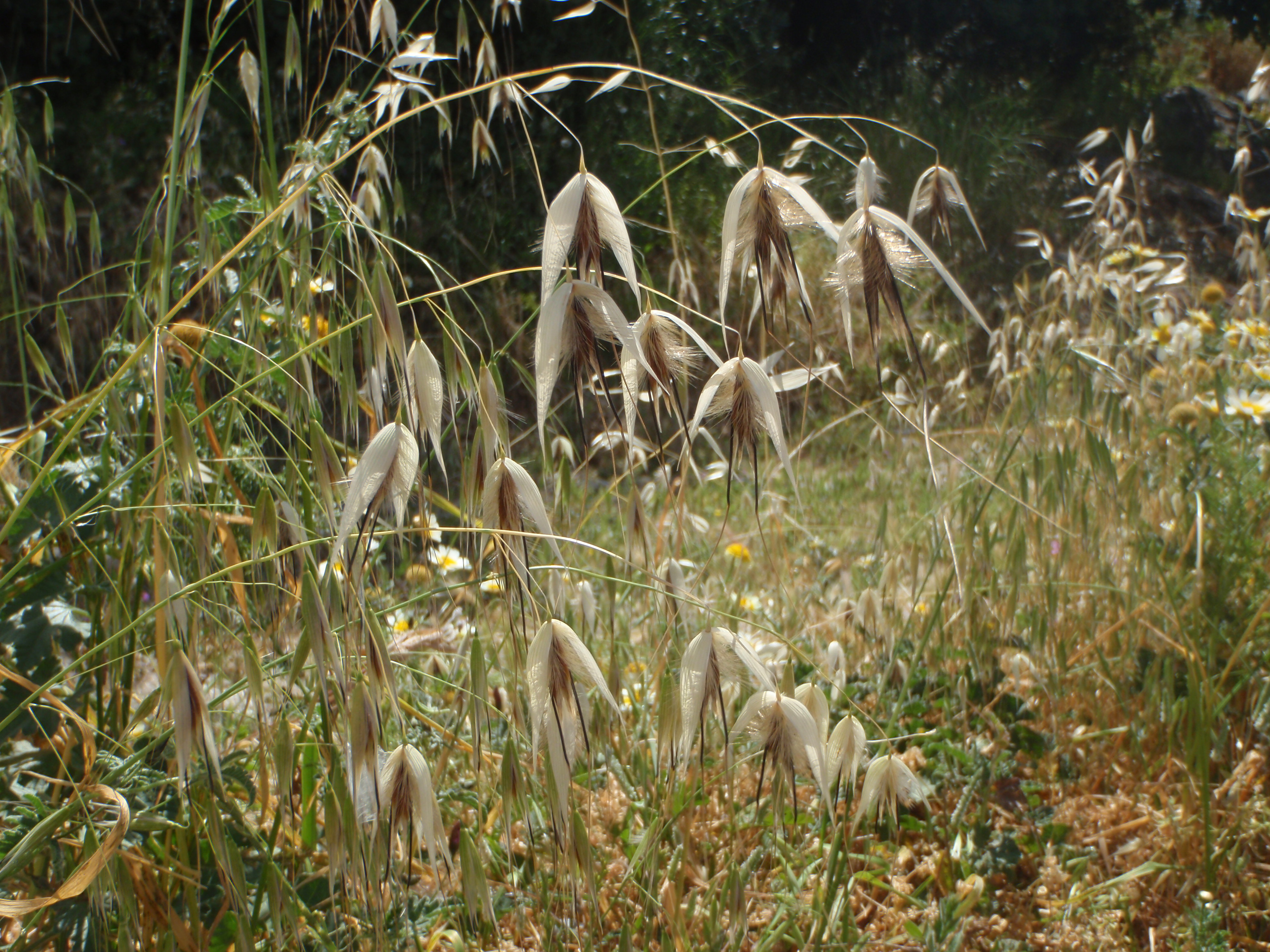
Wilde haver
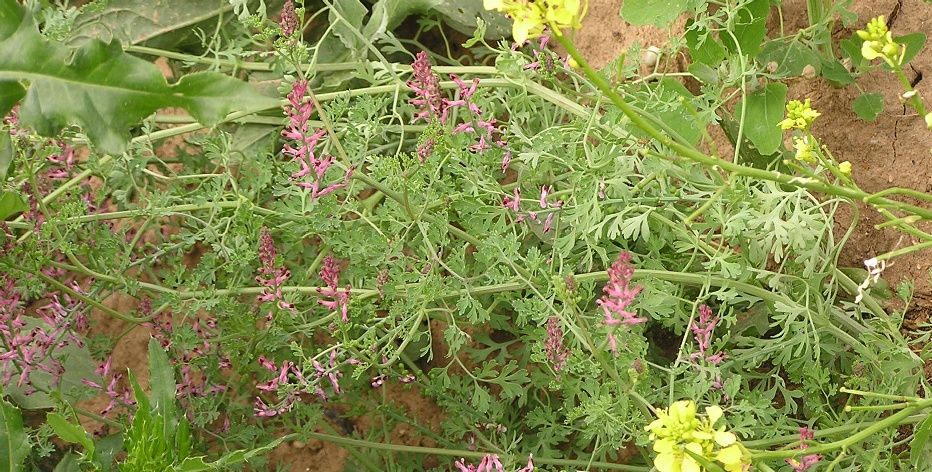
Gewone duivenkervel
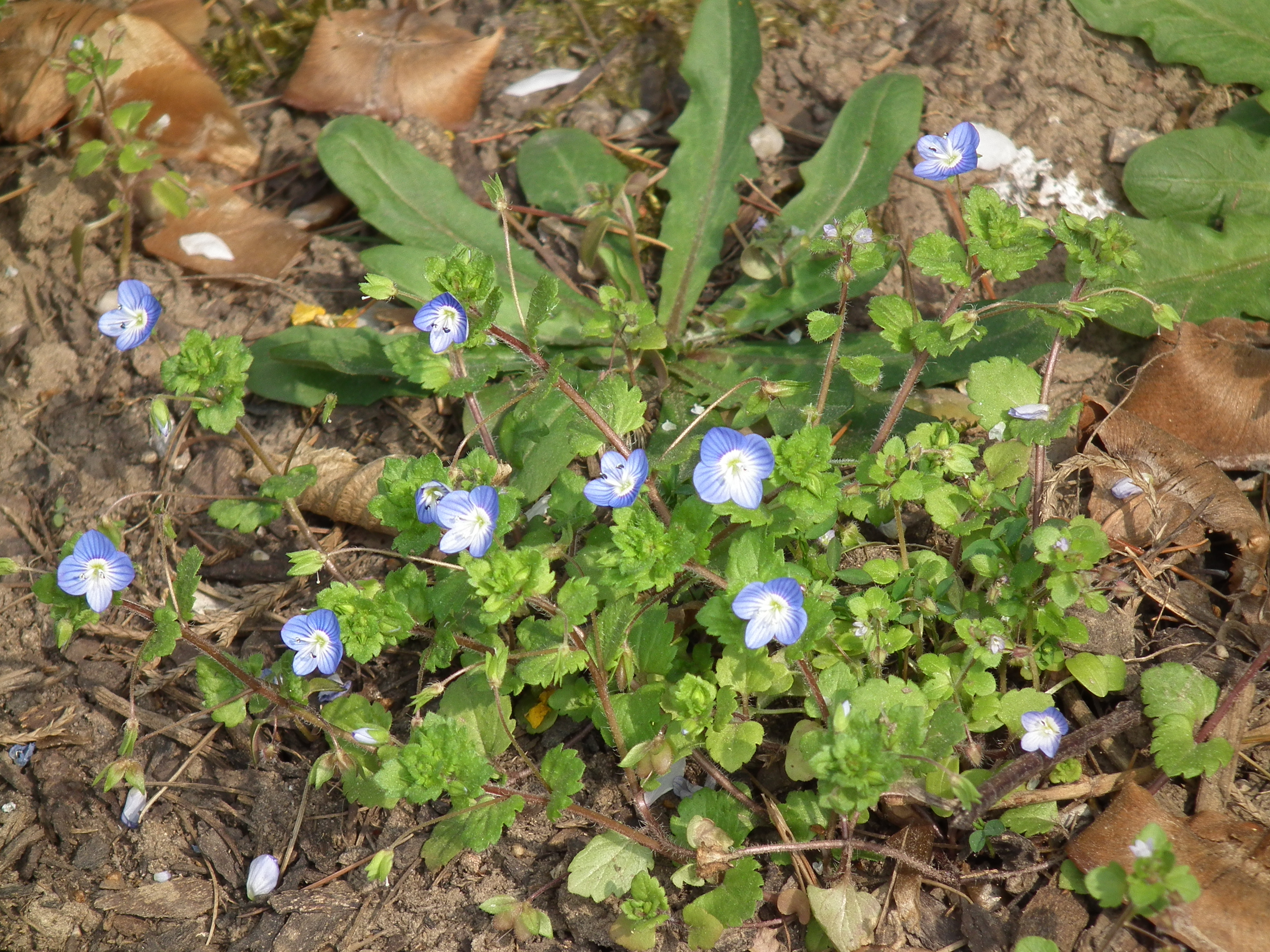
Grote ereprijs

- Zonnebloem
- Kanariezaad
- Tomaat
- Slaapbol

## Voorkomen
Enkele van de oorzaken van de aanwezigheid van adventieven kunnen menselijke ingrepen zijn, waardoor planten in de natuur terechtkomen, zoals verwilderen na inzaaien, na aanplanten, en vanuit (sier)tuinen.
In Deventer kent men de kleine teunisbloem onder de naam pothoofdplant. Deze groeide op het Pothoofd, een kade te Deventer waar Amerikaans graan werd overgeslagen. Het is hét voorbeeld van een adventiefplant, vandaar dat de lokale bijnaam ook landelijk bekend werd, maar dan vooral als synoniem voor adventiefplant.